# Teoria della scelta pubblica
La teoria della scelta pubblica (Public Choice) è una teoria nella Scienza politica elaborata negli Stati Uniti negli anni sessanta e sviluppata negli anni settanta, principalmente ad opera di James M. Buchanan che nel 1986 per questi studi vinse il Premio Nobel per l'economia.
Questa teoria, impiegando gli strumenti e i metodi della scienza economica, si propone di studiare il comportamento degli attori che operano nella scena politica.

## Origini europee
La teoria delle scelte pubbliche ha interessanti assonanze nel pensiero di alcuni studiosi italiani di Scienza delle finanze fra l'Ottocento e il Novecento.
In particolare, è stato riconosciuto che gli amministratori pubblici italiani avessero "spesso alle spalle letture di scienza economica e sociale (specialmente gli studi d'inizio secolo di Maffeo Pantaleoni e, su un altro versante, le analisi di Vilfredo Pareto)".
Bisogna considerare, comunque, che la letteratura riguardante questo campo di studi è principalmente statunitense: l'influenza culturale europea non può sormontare il fatto che il conio della teoria è avvenuto a metà del Novecento negli Stati Uniti d'America e, dunque, anche i riferimenti culturali e istituzionali sono quelli tipici di quella realtà.

## Elaborazione statunitense
La formazione della disciplina rinviene i suoi immediati antecedenti nei pionieristici lavori di Duncan Black del 1948 (On the Rationale of Group Decision-making) e del 1958 (The Theory of Committees and Elections) nei quali l'autore delineò le linee portanti di quello che sarebbe diventato il Teorema dell'elettore mediano. Gordon Tullock lo ha definito come "il padre della Teoria della Scelta Pubblica".
Nonostante ciò è il libro di James M. Buchanan e Gordon Tullock, The Calculus of Consent: Logical Foundations of Constitutional Democracy, del 1962, ad essere considerato una tappa fondamentale per la disciplina della Teoria delle scelte pubbliche.
I lavori di Kenneth Arrow come Choice and Individual Values (1951) hanno anch'essi esercitato notevole influenza nella formulazione della teoria. Anthony Downs è un altro importante economista che con il suo lavoro in An Economic Theory of Democracy (1957) e Mancur Olson's The Logic of Collective Action (1965) ha contribuito allo sviluppo della teoria.
La Teoria della scelta pubblica è generalmente associata con la George Mason University, dove Tullock e Buchanan hanno insegnato.
I loro lavori precedenti sono stati condotti presso l'University of Virginia e il Virginia Polytechnic Institute and State University, per questo motivo generalmente chiamato Virginia school of political economy.

## Teoria
Rispetto all'approccio della maggior parte delle scienze sociali classiche, la Public choice non studia come la politica dovrebbe funzionare (analisi normativa), ma piuttosto come funziona (analisi positiva). Infatti, come disse James M. Buchanan in un'intervista rilasciata nel 1995, "(Public choice) is nothing more than common sense, as opposed to romance" (la scelta pubblica non è niente più che buon senso, al contrario del sentimentalismo).
La Public choice non considera i politici come benevoli “monarchi illuminati” che hanno a cuore prima di tutto il benessere collettivo. Li considera, invece, attori razionali guidati da interessi egoistici. La Public choice condivide l'individualismo metodologico dei neoclassici ma, a differenza della teoria economica dominante, presuppone che gli attori della sfera politica non aspirino a promuovere il bene comune, ma siano guidati dall'obiettivo della massimizzazione dell'utilità, ossia da quella stessa “mano invisibile” che li guida nell'operare in mercati privati, ritenendo più importanti interessi personali (come prestigio, ricchezza, potere, vantaggi fiscali).
Un governo democratico non decide di per sé di agire in una certa direzione, sono i cittadini, o più probabilmente i loro rappresentanti, che, tramite
decisioni collettive, lo guidano in una direzione piuttosto che in un'altra. Per questo motivo la Public choice si occupa, prima ancora che degli effetti delle decisioni assunte, di studiare come queste vengano prese e di come ogni membro interagisca con gli altri nel portare avanti obiettivi individuali, diversi e spesso contraddittori.
Gli “attori politici” sono dunque guidati dal loro proprio interesse “egoistico” nel senso che gli elettori sosterranno candidati e proposte politiche che pensano possano realizzare il loro interesse personale; i politici cercheranno di essere eletti o rieletti a cariche pubbliche; i burocrati si sforzeranno di favorire la propria carriera.
Riportiamo di seguito in maniera sintetica alcuni dei problemi che gli studiosi della Teoria delle scelte pubbliche hanno individuato nei processi di decisione tipici delle democrazie contemporanee.

### I politici (decisori)
A parte le elezioni, i referendum e altri istituti di democrazia diretta, la maggioranza delle decisioni politiche è presa da politici eletti a rappresentare i cittadini in assemblee legislative. Poiché le circoscrizioni che eleggono i parlamentari sono solitamente a base geografica, i rappresentanti hanno forti incentivi a sostenere programmi e politiche che danno vantaggi agli elettori della propria circoscrizione, anche a discapito dell'interesse generale, soprattutto quando questi progetti sono finanziati dalla fiscalità generale, generando così inique ridistribuzioni del reddito.
La produzione legislativa a favore degli interessi di una minoranza a scapito della maggioranza è rafforzata dalla logica dell'azione collettiva: gruppi piccoli e omogenei, accomunati da un interesse forte, tendono ad essere più efficaci nel fare pressione politica e nel fornire sostegno politico (voti, campagna elettorale, e così via) rispetto a grandi gruppi i cui interessi sono più eterogenei. Poiché i politici sono visti come egoisticamente in cerca di una rielezione, questi avranno forti incentivi ad occuparsi delle esigenze di questi gruppi piccoli e ben organizzati
(tirannia della minoranza). La pratica del logrolling non fa che accentuare questi risultati.

### Gli elettori
Il calcolo del consenso, studiato da Tullock e Buchanan, "parte da una domanda fondamentale: «Quando un individuo, membro di un gruppo sociale, considera vantaggioso entrare in relazione “politica” con i propri simili?». Detto in altri termini, ci si occupa di cosa spinga le persone a condividere un problema e delegare la soluzione dello stesso ad una decisione collettiva. I due autori sostengono, metodologicamente, che «la ragione umana è schiava delle passioni: solo riconoscendo questo, l’uomo può organizzare le relazioni con i propri simili in modo da riuscire a massimizzare il mutuo vantaggio che deriva dell’interdipendenza sociale».
In tale ricerca, nessuna delle regole elettorali pensabili sembra immune da manipolazioni. O da parte di persone che non votano sinceramente, e con questa espressione si intende il votare strategicamente per un candidato o una proposta che non sia effettivamente quella massimamente preferita, e così facendo impedire che si producano risultati ancora peggiori. O da parte di colui che, essendo in grado di decidere l'ordine del giorno, controlla la sequenza in cui vengono messe in votazione le proposte.
Queste difficoltà erano note almeno fin dalla seconda metà del XVIII secolo, quando alcuni matematici si accorsero che il voto fra tre o più candidati o alternative può non riuscire a selezionare il risultato preferito dalla maggioranza, ovvero può essere esposto a "cicli" che non producono alcun chiaro vincitore.
Nonostante ciò, fu solo alla metà del XX secolo che Duncan Black, studiando i processi decisionali di commissione, dedusse quello che è stato chiamato il Teorema dell'elettore mediano: sotto certe ipotesi restrittive l'elettore mediano sarà l'unico ad essere decisivo. Da ciò Anthony Downs (1957) dedusse che, poiché le proposte estreme perderanno nei confronti di proposte centriste, i candidati e partiti in un sistema bipartitico confluiranno al centro e, di conseguenza, le loro piattaforme tenderanno ad assomigliarsi molto.
Le preferenze dell'elettore mediano determineranno anche i risultati dei referendum: prevedendo che le proposte estreme saranno sconfitte, coloro che
disegnano il quesito si sforzeranno di adottare un linguaggio moderato, spostando il risultato della politica pubblica (policy) più vicino al punto ideale dell'elettore mediano.

### I burocrati
Le assemblee legislative delegano la responsabilità dell'implementazione delle loro iniziative politiche a vari dipartimenti e agenzie composte da funzionari di carriera che sono pertanto nominati e non eletti a ricoprire quel ruolo.
In questo ambito la Public choice ha per lungo tempo seguito un modello, detto di massimizzazione del bilancio, proposto da William Niskanen (1971), tentando nuove strade solo recentemente (v. ad esempio il modello Bureau-shaping sviluppato nel 1991 da Patrick Dunleavy). Nell'idea di Niskanen gli uffici pubblici potrebbero utilizzare le informazioni e le conoscenze acquisite per ottenere un finanziamento più elevato del necessario da parte di parlamentari relativamente disinformati e inesperti. La massimizzazione del bilancio viene assunta quale obiettivo dei burocrati in quanto più risorse significano maggiore prestigio e maggiori opportunità di carriera per i dipendenti di quell'ufficio pubblico.
Un altro campo di ricerca è il cosiddetto "rent-seeking". Questa disciplina unisce gli studi del mercato con quelli del governo. Per questo motivo viene anche spesso chiamata "nuova politica economica". La sua tesi basilare è che quando sia un'economia di mercato e un governo sono presenti, i burocrati e i politici sono la fonte di numerosi privilegi. Pertanto, sia gli attori del mercato che i rappresentanti del governo cercano di ottenere siffatti privilegi in modo da partecipare ai profitti che i monopoli conseguono (gli attori del mercato e i governanti vengono pertanto nominati "rent seeker, i.e. cercatori di rendita"). Quando questi privilegi sono concessi, riducono l'efficienza del sistema economia. Inoltre, i rent-seeker fanno uso di risorse che sarebbero state valutate in modo differente dai consumatori.

## La teoria di Buchanan
Buchanan presume, in conseguenza a quanto visto finora, un Fallimento dello stato che è impossibilitato a fornire beni e servizi efficienti senza incappare in ingenti sprechi di risorse finanziarie.
In particolare la critica è rivolta contro chi realmente detiene il potere di realizzare le scelte pubbliche, ovvero la categoria dei burocrati.
Questi ultimi, vista la loro posizione vantaggiosa, cioè quella di essere gli unici a poter determinare il budget di spesa dei loro uffici, tenderanno a ingrandirli in misura sempre maggiore, per raggiungere il prestigio sociale di "imprenditori capaci", dal momento che non possono appropriarsi dei profitti conseguiti del loro lavoro e poiché le loro capacità non vengono riconosciute dallo stato, il quale però riconosce le capacità di imprenditori privati.
Come soluzione Buchanan propone la ricostituzione dello stato attraverso l'apposizione di rigorosi vincoli alla spesa pubblica, alla pressione fiscale (Costituzionalismo fiscale) e all'emissione di moneta, riformulando l'intervento dello stato in economia.